# Oskars Dankers

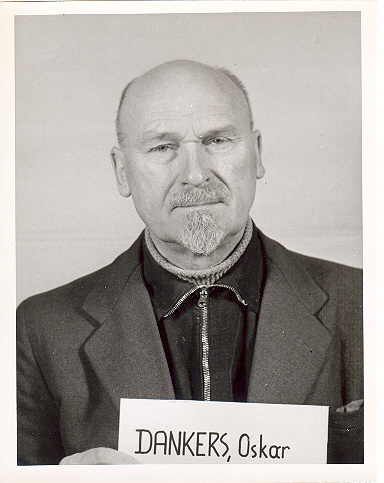
Oskars Dankers als Zeuge bei den Nürnberger Prozessen

Oskars Dankers (* 14. Märzjul. / 26. März 1883greg. in Irlava, Kreis Tukums, Gouvernement Kurland; † 11. April 1965 in Grand Rapids, USA) war ein lettischer General und Politiker. Im unabhängigen Lettland der Zwischenkriegszeit führte er eine Division. Während der deutschen Besatzungszeit im Zweiten Weltkrieg kollaborierte er als Leiter der lettischen Innenverwaltung mit dem NS-Staat.

## Leben
In seiner Jugend besuchte Dankers die Realschule im lettischen Irmlau. Anschließend schlug er die Offizierslaufbahn und wurde von 1903 bis 1906 an der Kriegsschule in Wilna ausgebildet.
1919 wurde Dankers kommandierender Offizier des 7. Infanterie-Regiments Sigulda und des Militärdistrikts Kurland. Bis 1932 war er kommandierender Offizier der Division Semgallen und wurde dann in den Generalstab berufen. Von 1933 bis 1939 kommandierte er die Division Kurland. Zum Zeitpunkt der Besetzung Lettlands durch die Rote Armee am 17. Juni 1940 hielt Dankers sich zu einer Kur in Karlsbad auf. Infolge der Situation in seiner Heimat verblieb er bei Verwandten in Deutschland. Er lebte in Posen, wo er zeitweise in der Landwirtschaftlichen Zentralgenossenschaft für Pflanzenschutz und Schädlingsbekämpfung im Büro arbeitete. Durch seine Kontakte zu Baltendeutschen, die er während dieser Zeit unterhielt, fand er das Gehör des NS-Politikers Alfred Rosenberg. 1941 nahm Rosenberg Dankers mit einer Gruppe von Exil-Letten unter seinen Schutz und bereitete die Gruppe auf ihre Rolle nach der Besetzung des Baltikums im Zuge des geplanten Kriegs gegen die Sowjetunion vor.
Unter deutscher Besetzung war er von 1941 bis 1944 Generaldirektor für innere Angelegenheiten der „Lettischen Selbstverwaltung“ im Generalbezirk Lettland. Dankers spielte damit in Lettland eine ähnliche Rolle wie Hjalmar Mäe in Estland und Petras Kubiliūnas in Litauen. Mit dem Nahen der Roten Armee flüchtete Dankers 1944 nach Deutschland. Bei Kriegsende wurde er in Hausham bei München von der US-Armee gefangen genommen.
1947–48 wurde er als Zeuge in den Nürnberger Prozessen vernommen. Er siedelte 1957 in die USA über, wo er 1965 starb. Sein Grab ist auf dem Friedhof des Krankenhauses von Grand Rapids in Michigan. Seine Memoiren erschienen postum in lettischen Exilverlagen in Kanada.